# OzJet
Ozjet Airlines Pty Ltd était une compagnie aérienne régulière et charter avec son siège social à Tullamarine, Melbourne, Victoria, Australie, opérant en Australasie à partir de l'aéroport de Melbourne, de l'aéroport de Sydney et de l'aéroport de Perth. En 2008, la compagnie aérienne a été vendue à HeavyLift Cargo Airlines et, le 20 mai 2009, elle a suspendu ses dernières opérations au provenance de Perth. En juin 2009, OzJet est racheté par le groupe Strategic. Avec l'insolvabilité de Strategic Airlines le 17 février 2012, OzJet a également cessé toutes ses activités et est entré dans l'administration de la société mère. Administrateur est la société KordaMentha.